# Gasteracantha transversa
Gasteracantha transversa är en spindelart som beskrevs av Carl Ludwig Koch 1837. Gasteracantha transversa ingår i släktet Gasteracantha och familjen hjulspindlar. Inga underarter finns listade i Catalogue of Life.